# Stenodontus theresae
Stenodontus theresae là một loài tò vò trong họ Ichneumonidae.